# Cham Bank
Cham Bank är en syrisk bank grundad 2007 i Damaskus. Det var den första banken i landet som tillämpade regler för islamiskt bankväsende. Förutom i huvudstaden har banken kontor i Aleppo, Hama och Dara.